# 赫拉爾茲普雷里鎮區 (伊利諾伊州懷特縣)
赫拉爾茲普雷里鎮區（英語：Heralds Prairie Township）是位於美國伊利諾伊州懷特縣的一個行政鎮區。

## 地方資料
根據2010年美國人口普查的數據，赫拉爾茲普雷里鎮區的面積為141.80平方千米，當中陸地面積為140.10平方千米，而水域面積為1.70平方千米。當地共有人口573人，而人口密度為每平方千米4.04人。